# Загребин, Вячеслав Михайлович
Вячесла́в Миха́йлович Загре́бин (31 октября 1942, село Шуйское Междуреченского района Вологодской области — 9 октября 2004, Санкт-Петербург) — советский и российский филолог-славист, палеограф и археограф.

## Биография
Родился 31 октября 1942 года в селе Шуйском Междуреченского района Вологодской области в семье служащих Михаила Парфеньевича и Зинаиды Васильевны Загребиных.
В 1956 году окончил Вохтогскую школу-семилетку и поступил в Вологодский техникум железнодорожного транспорта на отделении «Энергоснабжение и энергетическое хозяйство железнодорожного транспорта». Окончил его в 1960 оду с получением квалификации «техник-энергетик». Работал электромонтером контактной сети станции Татарская Западно—Сибирской железной дороги. С ноября 1961 года находился на службе в армии.
После окончания военной службы в августе 1964 года поступил на филологический факультет Ленинградского государственного университета, на кафедру славянской филологии (заведующий кафедрой — Пётр Андреевич Дмитриев. Во время обучения в университете получил подготовку по сербохорватскому языку, тогда же начал заниматься изучением древнеславянских рукописей. Его дипломной работой стало сочинение «Ударения непроизводных имен существительных в сербской рукописи XVI века (ГПБ, Гильф. 9)»
После окончания университета в 1969 году стал сотрудником Отдела рукописей и редких книг Государственной Публичной (ныне — Российской национальной) библиотеки, где проработал до конца жизни. Вначале он занимал должность библиографа, затем, с 1972 года — старшего библиотекаря, с 1974 года — старшего редактора, с 1977 года — младшего научного сотрудника, с 1991 года — старшего научного сотрудника. В 1984 году Загребин возглавлял группу, а с 2001 года — Сектор древнерусских фондов Отдела рукописей.

## Научный вклад
К его заслугам относится пополнение фонда, научное описание древних сербских, болгарских, молдовалахийских и русских рукописей, участие в составлении сводного каталога славяно-русских рукописей, хранящихся в стране.
Руководил подготовкой, составлением и публикацией многотомного каталога рукописной книги собрания М. П. Погодина. Работал над составлением каталога изданий кириллической печати XV—XVII вв. для южных славян и румын, систематизировал филигранологический материал ряда печатных каталогов, также над составлением альбома по отдельным сюжетам филиграней.
Был одним из последних хранителей и исследователей Остромирова Евангелия.